# 哈查瓦伊利亞蓬塔山
15°43′54″S 68°30′50″W / 15.73167°S 68.51389°W
哈查瓦伊利亞蓬塔山（Jach'a Waylla Punta），是玻利維亞的山峰，位於該國西部拉巴斯省的拉雷卡哈省，屬於安第斯山脈的一部分，處於維拉維拉尼山東南面和萬卡爾科塔科柳山以南，海拔高度4,743米。